# أليكس شيبرد
أليكس شيبرد هو سياسي كندي، ولد في 13 أكتوبر 1946. حزبياً، نشط في الحزب الليبرالي الكندي. وقد انتخب عضو مجلس العموم الكندي.